# Parafia Zaśnięcia Najświętszej Maryi Panny w Górowie Iławeckim
Parafia Zaśnięcia Przenajświętszej Bogurodzicy – parafia prawosławna w Górowie Iławeckim, w dekanacie Olsztyn diecezji białostocko-gdańskiej.
Na terenie parafii funkcjonuje 1 cerkiew i 1 kaplica:
- cerkiew Zaśnięcia Najświętszej Maryi Panny w Górowie Iławeckim – parafialna
- kaplica św. Barbary w Kamińsku – na terenie zakładu karnego[1][2]

## Historia
Parafia została utworzona w 1947 r. Pierwszymi wiernymi byli przesiedleńcy w ramach akcji „Wisła”. W 1948 r. wspólnota pozyskała poewangelicką kaplicę, którą zaadaptowano na cerkiew. Od drugiej połowy lat 50., w związku z rozpoczęciem powrotów na ojcowiznę, liczba parafian znacznie się zmniejszyła. W końcu 2020 r. w życiu liturgicznym parafii uczestniczyło około 35 osób. Według innego źródła, w 2021 r. parafia liczyła 30 wiernych.

## Wykaz proboszczów
- 1948–1963 – hieromnich Serafin (Samojlik)
- 1964–1969 – ks. Grzegorz Ostaszewski
- 1969–1974 – ks. Andrzej Bierezowiec
- 1974–1980 – ks. Jan Troc
- 1980–1983 – ks. Bazyli Ignaciuk
- 1983–1987 – ks. Jan Gacuta
- 1987–1988 – ks. Eugeniusz Suszcz
- 1988–2002 – ks. Mirosław Ostapkowicz
- 24.05.2004 – 1.01.2010 – ks. Rościsław Sołopenko
- 2010–2017 – ks. Jarosław Jaszczuk
- 2017 – 2023 -  ks. Rafael Szczerbacz[4]
- 2023 - p.o. ks. Jarosław Jaszczuk